# Kiều Hưng
Kiều Hưng (sinh năm 1937) là một ca sĩ, nghệ sĩ ưu tú người Việt Nam. Ông là một trong những ca sĩ biểu diễn nhạc đỏ thành công trong những thập niên 70 và 80 của thế kỷ 20.

## Thân thế
Kiều Hưng có tên đầy đủ là Kiều Tất Hưng. Ông sinh năm 1937 tại Đại Xuyên, Phú Xuyên, Hà Đông (nay thuộc Hà Nội). Ngày ông còn bé, trong làng có vài hộ gia đình sắm được máy hát, thỉnh thoảng ông ra nghe và học hát theo. Năm 1954, ở trường Nguyễn Du, phố Hàng Vôi, ông gây được sự chú ý khi hát "Hòa bình đến với chúng ta, muôn chim cánh vỗ ấy mấy bay tung bay".
Kiều Hưng cho biết ông sinh ra trong một gia đình có bố là địa chủ bên bờ sông Nhuệ nhưng vì bố mất sớm, mẹ ông là người vợ thứ 7 nên không được đối xử công bằng.

## Sự nghiệp

### Những năm đầu
Kiều Hưng từng tham gia đội văn nghệ nghiệp dư thành đoàn thanh niên Hà Nội. Kiều Hưng được đưa lên trung tâm Hà Nội học làm thợ may. Ông từng thi vào Trường Âm nhạc Việt Nam nhưng không trúng tuyển. Sau đó Đoàn Ca múa nhân dân Trung ương tuyển diễn viên, Kiều Hưng được nhận làm hợp xướng viên kiêm đánh giày và là quần áo cho diễn viên. 6 năm ở Đoàn ca múa nhạc Trung ương, Kiều Hưng đã đi biểu diễn khắp miền Bắc Việt Nam. Ông đã đến huyện Vĩnh Linh hát cho người dân cả hai bên sông Bến Hải nghe. Những ngày đầu quân đội Mỹ càn quét miền Bắc Việt Nam, Kiều Hưng đều có mặt khi ngoài hải đảo, lúc trên trận địa tầm thấp tầm cao cùng với các đồng nghiệp.

### Du học, dạy nhạc và biểu diễn
Năm 1966, Bộ Văn hóa cử Kiều Hưng sang học tập ở Nhạc viện Tchaikovsky (Liên Xô cũ). Sau khi tốt nghiệp vào loại ưu, ông về nước đúng năm Mỹ dùng máy bay B52 thả bom Hà Nội. Khi đứng hát trên trận địa phòng không hay khi sang giúp đỡ hướng dẫn thanh nhạc cho các bạn văn công nước Lào, Kiều Hưng đều truyền đạt được những tình cảm của mình qua mỗi tác phẩm. Thời điểm Kiều Hưng còn công tác tại Nhà hát Ca múa nhạc nhân dân Trưng Ương, ông được mời dạy thêm hệ tại chức khoa Thanh nhạc tại Nhạc viện Hà Nội.
Ông đã đào tạo một số ca sĩ như Mạnh Hưng, Tiến Hỷ... sau này giành được danh hiệu Nghệ sĩ ưu tú. Như vậy, dù phải về hưu, nhưng chí ít ông cũng còn hy vọng có việc làm ổn định, phù hợp với chuyên môn. Có lần đến nhạc viện, Kiều Hưng nhận được lá thư nặc danh, có nội dung viết rằng Kiều Hưng là nghệ sĩ độc tấu của nhà hát, được đi biểu diễn nhiều, còn được dạy thêm ở nhạc viện và ám chỉ giáo viên ít hơn học sinh nên khuyên ông thôi việc. Kiều Hưng cầm lá thư lên gặp Nguyễn Văn Thương khi ấy vừa là giám đốc nhà hát, vừa là giám đốc nhạc viện. Lúc ấy trong phòng có Trung Kiên, người mới làm trưởng khoa Thanh nhạc. Hai người đọc xong, Trung Kiên không nói gì. Nguyễn Văn Thương bảo: "Anh để thư này lại cho tôi". Sau đó sự việc đã đi vào quên lãng. Kiều Hưng tiếp tục tìm đến Viện Âm nhạc. Ông thấy mình còn có khả năng hát ca trù và ngâm thơ để tự tiến cử với nhạc sĩ Tô Vũ. Tô Vũ đã nói Kiều Hưng hát thử. Nghe xong, Tô Vũ khen Kiều Hưng nhưng đã từ chối ông vì cho rằng Viện Âm nhạc không có biên chế.
Trong lúc chưa tìm được việc nào, Kiều Hưng gặp lại một người bạn học cũ là bà Ca Lê Hồng (chị em với nhạc sĩ Ca Lê Thuần). Với sự giúp đỡ của bà, Kiều Hưng được làm giảng viên lớp Đại học Thanh nhạc dân tộc của trường Nghệ thuật sân khấu 2. Vì dạy môn này nên Kiều Hưng biết thêm hò Đồng Tháp. Tuy vậy khi lớp học kết thúc, không đủ kinh phí mở lớp mới, Kiều Hưng phải chuyển sang dạy thanh nhạc cho một lớp cải lương hệ B. Bấy giờ hệ B mang nặng tính thương mại, tuyển rất đông học sinh. Phần đông các ca sĩ tương lai này chỉ đến trường để trốn nghĩa vụ hoặc đi học theo sở thích.
Với tư cách là một người lao động nghệ thuật chuyên nghiệp, thì tình trạng này khiến ông vô cùng chán nản. Nhờ tham gia dạy nhạc mà ông được phân chia nhà. Đó là căn buồng tập rộng vỏn vẹn 6m2. Khi ông đón vợ và 2 con từ miền Bắc vào mới được linh động bổ sung thêm một phòng tập rộng 6m2 nữa, tổng cộng là 12m2.

### Sang nước ngoài và định cư
Năm 1991, vợ ông trúng tuyển đi nghiên cứu sinh ở Nga. Ông tham gia một nhóm nhạc gồm 3 người. Nhóm nhạc này tham gia các chương trình concert của nhà trường. Sau khi Liên Xô giải thể, chi phí học tập họ đều phải tự trang trải. Bộ ba nhận thêm hợp đồng biểu diễn phục vụ cộng đồng người Việt từ khắp nơi đổ về Moskva ngày một đông. Tại đây, từng có lúc ông bị trấn lột. Những người cướp vốn là người Việt Nam đã tống ông lên xe ô tô bịt kín, đưa vào rừng, nhưng sau đó họ thất vọng khi nhận ra ông chỉ là một "anh nghèo kiết với vài chục rúp trong túi". Sau đó, ông tìm thấy thông báo về các cuộc thi concour âm nhạc quốc tế ở thủ đô Moskva. Nhóm ba người đến Đại sứ quán nước chủ nhà xin đăng ký dự thi. Kiều Hưng cho biết các cuộc thi đều hạn chế tuổi thí sinh dưới 30 tuổi. Lúc đó ông đã hơn 50, nên phải khai thấp đi hơn 20 tuổi. Ông cho biết vì người Việt có nét mặt trẻ so với người châu Âu, nên họ đã cấp visa. Đến khi vào thi, có nơi đã phát hiện ra ông quá tuổi. Ở Phần Lan, mới hát xong bài đầu tiên ông đã bị mời xuống. Ở Pháp, ban giám khảo cũng đã biết ông lớn tuổi, nhưng vì ông thể hiện thành công một bài aria khó nên đã được vào vòng trong. Không thể về thẳng Việt Nam, cũng không thể trở lại Nga, ông phải xin tị nạn tại Đức.  10 năm lưu lạc ở Đức, ông làm đủ nghề, cả thợ làm bánh kẹo nhưng vẫn đi hát.
Năm 1995, gia đình Kiều Hưng qua Đức định cư. Thời gian đầu, ông vẫn tham gia đều đặn các chương trình âm nhạc cộng đồng phục vụ nhân dân người Việt tại Đức, Pháp, Tiệp Khắc và Mỹ. Dù xa Việt Nam nhưng đi đến đâu ông nhận được sự ưu ái của những người yêu nhạc Việt. Vì vậy, đã có rất nhiều du học sinh người Việt ở Đức đã tìm đến nhờ ông dạy nhạc. Thời gian ở Đức, Kiều Hưng thỉnh thoảng hát phục vụ Việt kiều, nhưng ông cũng cả dành thời gian cho việc sáng tác ca khúc. Ông đã thu thập nhiều tư liệu và các tuyển tập ca khúc mang sang Đức, có thời gian ông định chọn ra những bài phù hợp để tập, ông có dự định sẽ thực hiện một album Kiều Hưng trong năm 2005 tại Việt Nam.

### Bị tai biến và trở về Việt Nam biểu diễn
Năm 2008, Kiều Hưng bị tai biến. Sau một buổi sáng, khi vợ gọi ông dạy, bà phát hiện người ông đã lạnh ngắt, tay chân liệt, miệng cứng không nói được dù vẫn còn tỉnh táo. Con trai ông đã gọi xe cấp cứu đến đưa ông vào bệnh viện. Ông được chẩn đoán tắc một mạch máu ở phía sau gáy bên trái. Cuối năm 2009, gia đình muốn đưa ông về Việt Nam để châm cứu và điều trị bằng thuốc nam nhưng vì sức khỏe của ông không đảm bảo, lo ngại đường xa đi máy bay không an toàn nên đã không thực hiện. Đến năm 2011, thấy sức khỏe của ông tạm thời ổn định nên gia đình quyết định đưa ông về Việt Nam chữa trị bằng vật lý trị liệu. Ông được giáo sư, thầy thuốc nhân dân Nguyễn Tài Thu châm cứu và bốc cho 100 thang thuốc.
Ngày 20 tháng 2 năm 2012, Nhà hát Ca múa nhạc Việt Nam tổ chức chương trình "Những ngôi sao sáng mãi", Kiều Hưng nhận được sự đón nhận từ người hâm mộ. Đây là lần đầu tiên ông trở lại với sân khấu sau 6 năm ngã bệnh. Sau đó, Kiều Hưng về Việt Nam hát trong Chương trình "Giai điệu tự hào" 2 số liên tiếp tháng 7 và tháng 8 năm 2014.

## Đời tư
Ông kết hôn với một người phụ nữ tên Việt Bắc. Khi kết hôn, Kiều Hưng đã 48 tuổi, còn bà Việt Bắc đã 31 tuổi. Con trai cả của ông là Kiều Hải tốt nghiệp Sư phạm âm nhạc Onsavich (Đức), là một giảng viên nhạc Jazz. Con gái út của ông là Mỹ Hương, học quản trị kinh doanh ở Mỹ và đã có gia đình riêng. Kiều Hưng là chú ruột trong dòng họ của Kiều Thị Mão, một người hơn ông 10 tuổi. Kiều Hưng và Kiều Thị Mão cũng là họ hàng với nghệ sĩ Trần Hiếu, Trần Tiến. Hiện tại, gia đình ông sống cùng con trai cả ở thành phố Berlin. Nhà của ông gần khu Trung tâm thương mại Đồng Xuân vốn có nhiều người Việt sinh sống nhưng ông cũng đã có một căn nhà cho thuê ở phố Hào Nam, quận Đống Đa, Hà Nội.

## Nhận định
Kiều Hưng, báo điện tử phụ nữ thủ đô, 9 tháng 8 năm 2019
Kiều Hưng nổi tiếng với công chúng Việt Nam từ thập niên 60,70, 80 của thế kỷ 20. Ông có chất giọng nam cao (Tenor) với nhiều ca khúc cách mạng được thể hiện thành công như "Bài ca trên núi", "Rặng trâm bầu, "Tình ca"... Tiếng hát của ông qua làn sóng phát thanh đã đến với khán thính giả trên mọi miền Việt Nam. Báo Tiền Phong nhận xét Kiều Hưng sở hữu "giọng ca mượt mà, tình cảm". Nhà phê bình âm nhạc Nguyễn Thuỵ Kha nhận xét tiếng hát của Kiều Hưng "da diết cứ lấp lánh trong tôi những âm điệu vừa nồng nàn vừa sâu lắng". Ông còn cho biết khi hát, Kiều Hưng luôn nhả âm bằng một nụ cười. Ông hát không hề nhắm mắt như nhiều ca sĩ. Đài tiếng nói Việt Nam thì nhận định thời gian và tuổi tác làm tiếng hát Kiều Hưng "đằm thắm hơn, khắc khoải hơn nhất là sau bao nhiêu năm xa khán, thính giả ở quê hương."